# Seydina Doucouré
Seydina Comar Doucouré (* 10. September 1978) ist ein ehemaliger senegalesischer Leichtathlet, der sich auf den Sprint spezialisiert hat. Mit der senegalesischen 4-mal-400-Meter-Staffel gewann er 2002 die Bronzemedaille bei den Afrikameisterschaften in Radès.

## Sportliche Laufbahn
Erste internationale Erfahrungen sammelte Seydina Doucouré vermutlich im Jahr 2002, als er bei den Afrikameisterschaften in Radès mit 47,38 s im Halbfinale im 400-Meter-Lauf ausschied und mit der senegalesischen 4-mal-400-Meter-Staffel in 3:14,40 min gemeinsam mit Ousmane Niang, Jacques Sambou und Oumar Loum die Bronzemedaille hinter den Teams aus Marokko und Mauritius gewann. Im Jahr darauf schied er bei den Afrikaspielen in Abuja mit 47,96 s im Semifinale über 400 Meter aus und belegte mit der Staffel in 3:07,85 min den vierten Platz. 2004 kam er bei den Afrikameisterschaften in Brazzaville mit 48,32 s nicht über die Vorrunde über 400 Meter hinaus und gelangte im Staffelbewerb mit 3:10,61 min auf Rang sieben. Im Jahr darauf belegte er bei den erstmals ausgetragenen Islamic Solidarity Games in Mekka in 48,97 s den achten Platz im Einzelbewerb und wurde mit der Staffel in 3:12,11 min Vierter. Daraufhin trat er nicht mehr international in Erscheinung.
In den Jahren 2004 und 2005 wurde Doucouré senegalesischer Meister im 400-Meter-Lauf.